# Ріхард Грюнерт
Ріхард Грюнерт (нім. Richard Grünert; 8 жовтня 1899 — 13 березня 1943) — німецький офіцер, оберстлейтенант резерву вермахту. Кавалер Лицарського хреста Залізного хреста з дубовим листям.

## Біографія
Учасник Першої світової війни. Після демобілізації армії залишений в рейхсвері. Учасник Польської і Французької кампаній, а також німецько-радянської війни, під час якої командував 3-ю ротою 7-го мотоциклетного батальйону 7-ї танкової дивізії. Відзначився у боях у районі каналу імені Москви. З травня 1942 року — командир 1-го батальйону 7-го моторизованого полку у Франції. На початку 1943 року перекинутий на Східний фронт. Загинув у бою.

## Нагороди
- Почесний хрест ветерана війни
- Медаль «За вислугу років у Вермахті» 4-го, 3-го і 2-го класу (18 років)
- Медаль «У пам'ять 1 жовтня 1938 року»
- Залізний хрест
  - 2-го класу (22 вересня 1939)
  - 1-го класу (18 жовтня 1939)
- Штурмовий піхотний знак в сріблі
- Лицарський хрест Залізного хреста з дубовим листям
  - лицарський хрест (14 жовтня 1941)
  - дубове листя (№ 244; 17 травня 1943, посмертно)
- Медаль «За зимову кампанію на Сході 1941/42» (29 серпня 1942)
- Нагрудний знак «За поранення» в сріблі